# HHhH
HHhH (Akronym für „Himmlers Hirn heißt Heydrich“) ist ein historischer Roman des französischen Autors Laurent Binet. Er erschien 2010 und handelt von dem Attentat auf den führenden Nationalsozialisten Reinhard Heydrich während des Zweiten Weltkriegs in Prag. Der SS-Obergruppenführer, Leiter des Reichssicherheitshauptamtes (RSHA) und Stellvertretende Reichsprotektor in Böhmen und Mähren wurde 1942 von Mitgliedern des tschechoslowakischen Widerstandes getötet („Operation Anthropoid“).
Erzählt werden die Geschichte der Operation Anthropoid und Teile der Lebensgeschichten Heydrichs und der tschechischen Widerstandskämpfer Jan Kubiš und Jozef Gabčík. Parallel dazu wird der Recherche- und Schreibprozess des Autors beschrieben. Laurent Binet lässt seine Reflexionen in die Handlung einfließen.

## Film
2016 wurde der Stoff nach einem Drehbuch von David Farr, Cédric Jimenez und Audrey Diwan unter der Regie von Jimenez verfilmt. Heydrich wird vom Schauspieler Jason Clarke verkörpert. In Frankreich erschien der Film 2017, in Deutschland wurde er 2018 unter dem Titel Die Macht des Bösen veröffentlicht.

## Kritiken
Lorenz Jäger schrieb am 16. September 2011 in der FAZ: „Ein packender Stoff erster Ordnung – in Form einer Doku-Fiction.“
Im Deutschlandfunk beschreibt Christoph Vormweg das Lektüreerlebnis auf den ersten 350 Seiten als ein Stop-and-go im Autobahnstau, der den Autor zwingt sich von Jonathan Littell abzugrenzen: „aber natürlich! Warum bin ich nicht früher draufgekommen? Auf einen Schlag sehe ich klar: ‚Die Wohlgesinnten‘ sind nichts anderes als ‚Houellebecq bei den Nazis‘.“

## Auszeichnungen
- 2010: Prix Goncourt du premier roman (für ein Erstlingswerk)
- 2012: Nennung in der Liste der besten 100 Titel 2012 der New York Times